# Vittorio Siri
Vittorio Siri ou Francesco Siri (Parma, 1608 – Paris, 1685) foi um matemático e monge italiano.

## Vida
Siri nasceu em Parma e estudou no convento beneditino de San Giovanni Evangelista de Parma, onde pronunciou seus votos em 1625. Especializou-se em geometria e foi para Veneza, onde lecionou matemática.
Em 1640 publicou um livro sobre a ocupação de Casale Monferrato, defendendo a posição francesa. O Cardeal de Richelieu concedeu-lhe acesso aos seus arquivos e, graças às novas descobertas, publicou uma obra monumental intitulada Il Mercurio overo historia de' correnti tempi. O cardeal Mazarin o gratificou com uma pensão e o título de conselheiro, capelão e historiador do rei da França. Ele, portanto, mudou-se para a França em 1649 e a partir de 1655 viveu na corte. Morreu em 1685 em Paris.

## Obras

Propositiones mathematicae, 1634

- Problemata et theoremata geometrica et mecanica, Bologna, 1633
- Siri, Vittorio (1634). Propositiones mathematicae (em latim). Bologna: Nicolò Tebaldini
- Il politico Soldato Monferrino, ovvero discorso politico sopra gli affari di Casale sotto lo pseudonimo di Capitano Latino Verità, Casale (Venezia), 1640
- Il Mercurio overo historia de' correnti tempi en 15 volumes in-4°, 1644–1682